# Dubbelverhoogd vijfhoekig prisma
Een dubbelverhoogd vijfhoekig prisma is in de meetkunde het johnsonlichaam J53. Deze ruimtelijke figuur kan worden geconstrueerd door twee vierkante piramides J1 met hun grondvlakken op twee van de vijf vierkante zijvlakken van een vijfhoekig prisma te plaatsen, maar deze vierkante zijvlakken mogen niet tegen elkaar aan liggen. Een verhoogd vijfhoekig prisma J52 wordt geconstrueerd door een vierkante piramide met zijn grondvlak tegen een van de vierkante zijvlakken van een vijfhoekig prisma te plaatsen.
De 92 johnsonlichamen werden in 1966 door Norman Johnson benoemd en beschreven.
- (en)  MathWorld. Biaugmented Pentagonal Prism.